# 上洞人

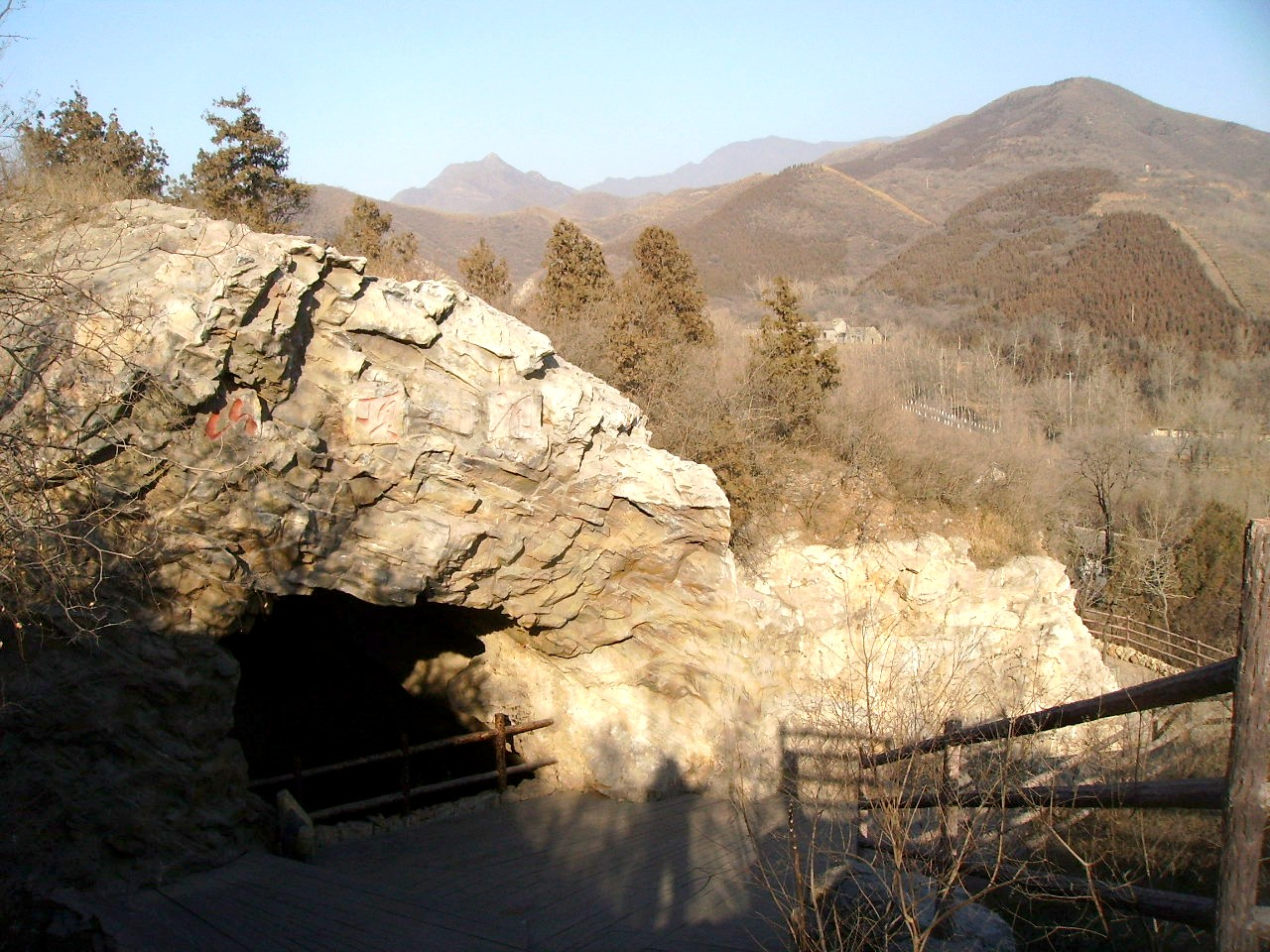
周口店山頂洞

上洞人（じょうどうじん）は、中国で発見された化石人類。｢山頂洞人（さんちょうどうじん）｣とも言う。北京原人が発見された北京郊外の周口店にある竜骨山の頂上付近にある洞窟から発見されたのでこう呼ばれる。ヨーロッパのクロマニョン人や日本（沖縄）の港川人と並ぶ化石の現生人類（ホモ・サピエンス）と考えられる。

## 発見とその後の経緯
1929年、周口店の竜骨山に開口する「猿人洞」にて中国の若手人類学者裴文中により北京原人の頭骨が発見され、竜骨山での発掘がさらに進展していた1933年、調査の一環として裴文中は、猿人洞の上方にある洞窟を発掘した。その結果、老若男女7体分の化石人骨と石器・骨器その他の文化遺物が発見された。人骨は、伴出した動物化石や文化遺物から、 ヨーロッパのクロマニョン人と同時期の後期旧石器時代の人類のものである事が明らかになり、東アジアで最初に発見された化石の現生人類となった。これを研究したフランツ・ワイデンライヒは、発見された上洞人は一つの家族であり、また頭骨に穿孔があるとして、殺害されて埋められたと考えたが、遺体に赤色顔料が用いられていた点などから、裴文中その他多くの研究者は、正規に墓地に埋葬されたとしている。
1941年、太平洋戦争を避けるため（米国に避難）、北京原人の化石とともに北京にある米軍の兵営に運び込まれた後に行方不明となっている。

## 形質
7体分の人骨のうち、4体は成人、3体は幼少年のものであった。完全な頭骨は3個あり、化石そのものは紛失したものの、精巧な模型が作成され、計測もなされているので、形質を知るのに差し支えはない。
| 個体名 | 性別 | 身長（cm） | 脳容量（cc） | 頭型 |
| ------ | ---- | ---------- | ------------ | ---- |
| №101   | ♂    | 174        | 1500         | 70.2 |
| №102   | ♀    | 159        | 1380         | 69.3 |
| №103   | ♀    | －         | 1290         | 71.3 |

※鈴木尚　『骨が語る日本史』　学生社　1998年　による。
上洞人の完全頭骨3個は、それぞれ異なった特徴を備えている。ワイデンライヒによると、№101はクロマニョン人に似た点もあるが原始的なモンゴロイドの形質を示し、№102はメラネシア人に似ており、№103はエスキモーの特徴を示すとされ、そのため彼は、上洞人は複数の人種の集合体であるとみなした。しかしその後中国を中心とする研究者らはワイデンライヒ説を否定し、上洞人は初期のモンゴロイドであり、個体変異が大きかった、もしくは大きいように見えるのだと主張している。
上洞人は、同じアジアの人類という事で、例えば日本の港川人や縄文人との関連が考えられるが、身長・脳容量は男女とも上洞人が港川人・縄文人よりはるかに大きく、また頭型も、港川人や縄文人が中頭または短頭であるのに対して上洞人は高度の長頭であるなど違いが大きく、異なった系統とみられる。